# Лабандаренигол
Лабандаренигол (устар. Лабандарен) — река в России, протекает по Нижневартовскому району Ханты-Мансийского АО. Устье реки находится на 61-м км левого берега реки Лёкос. Длина реки составляет 28 км.

## Данные водного реестра
По данным государственного водного реестра России относится к Верхнеобскому бассейновому округу, водохозяйственный участок реки — Вах, речной подбассейн реки — бассейн притоков (Верхней) Оби от Васюгана до Ваха. Речной бассейн реки — (Верхняя) Обь до впадения Иртыша:
- Код водного объекта в государственном водном реестре — 13011000112115200037753
- Код по гидрологической изученности (ГИ) — 115203775
- Код бассейна — 13.01.10.001
- Номер тома по ГИ — 15
- Выпуск по ГИ — 2